# 그문덴군

그문덴군의 위치

그문덴군(독일어: Bezirk Gmunden)은 오스트리아 오버외스터라이히주에 위치한 군으로 행정 중심지는 그문덴이며 면적은 1,432.6km2, 인구는 99,640명(2001년 기준), 인구 밀도는 70명/km2이다. 북쪽으로는 푀클라브루크군, 벨스란트군, 동쪽으로는 키르히도르프안데어크렘스군, 남쪽으로는 슈타이어마르크주 리첸군, 서쪽으로는 잘츠부르크주 장크트요한임퐁가우군, 할라인군, 잘츠부르크움게붕군과 접한다.

## 하위 행정 구역
3개 도시, 7개 시장도시, 10개 일반 시를 관할한다.
- 도시
  - 바트이슐(Bad Ischl)
  - 그문덴(Gmunden)
  - 라키르헨(Laakirchen)
- 시장도시
  - 알트뮌스터(Altmünster)
  - 바트고이제른(Bad Goisern)
  - 에벤제(Ebensee)
  - 할슈타트(Hallstatt)
  - 장크트볼프강임잘츠카머구트(Sankt Wolfgang im Salzkammergut)
  - 샤른슈타인(Scharnstein)
  - 포어히도르프(Vorchdorf)
- 일반 시
  - 고자우(Gosau)
  - 그뤼나우임알름탈(Grünau im Almtal)
  - 그슈반트(Gschwandt)
  - 키르히함(Kirchham)
  - 오버트라운(Obertraun)
  - 올스도르프(Ohlsdorf)
  - 핀스도르프(Pinsdorf)
  - 로이탐(Roitham)
  - 장크트콘라트(Sankt Konrad)
  - 트라운키르헨(Traunkirchen)